# Belgischer Luminismus

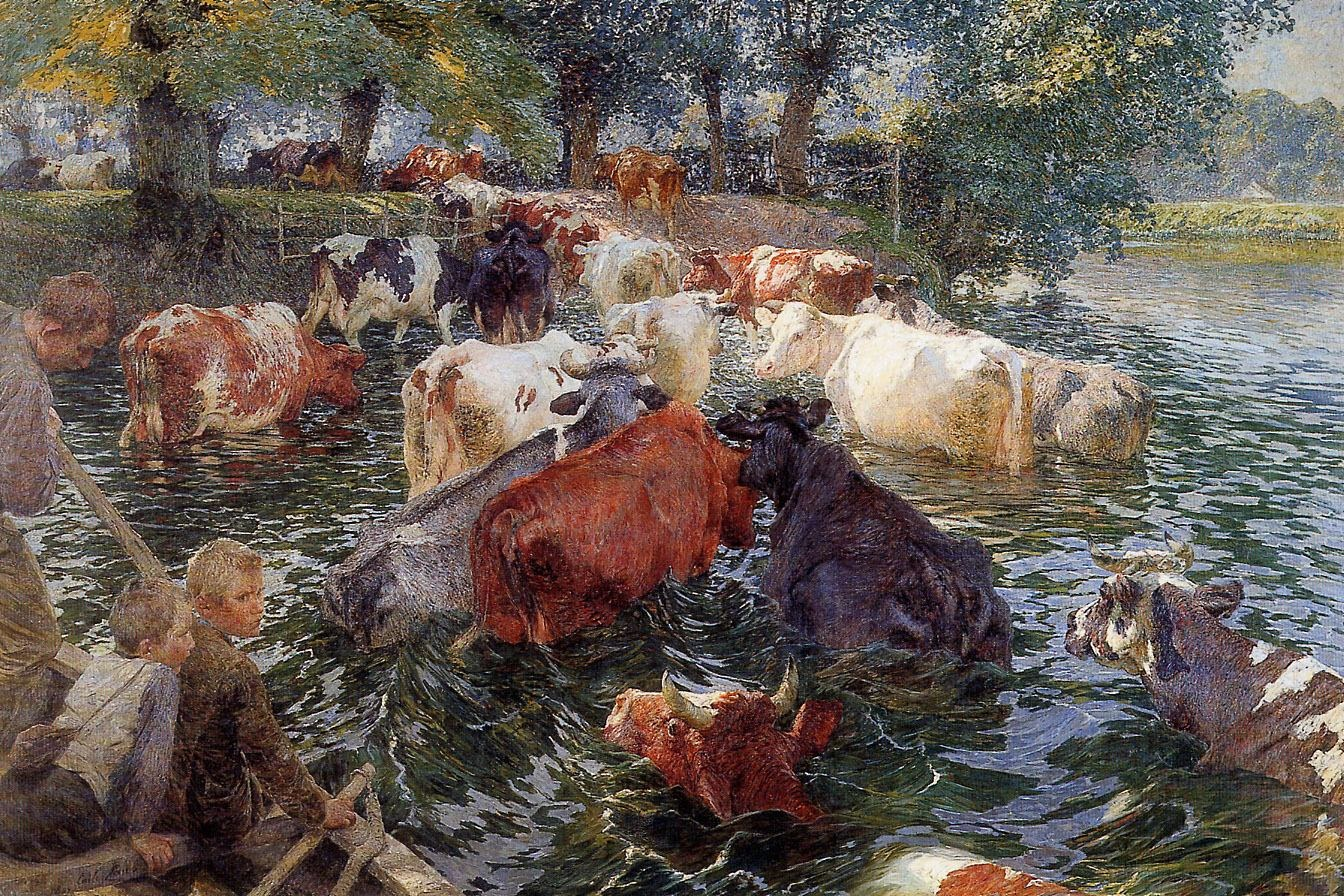
Emile Claus: Vaches traversant la Lys, 1899

Als Belgischen Luminismus bezeichnet man einen Kunststil des Postimpressionismus, der besonderen Wert auf deutliche Lichteffekte setzte. Der Name leitet sich von der 1904 gegründeten Künstlergruppe Vie et Lumière ab. 
Der Stil wurde vor allem geprägt durch den Belgier Emile Claus und dessen Schüler (Jenny Montigny, Anna De Weert, Georges Morren, Gustave de Smet, Frits van den Berghe und Constant Permeke). Ihre Arbeiten orientierten sich vor allem stilistisch an dem französischen Impressionismus und hier insbesondere an der Malerei Claude Monets.